# I Don't Want to Miss a Thing
〈I Don't Want to Miss a Thing〉은 가수 스티븐 타일러의 딸 리브 타일러가 출연했던 1998년 자연재해 영화 《아마겟돈》에서 미국의 하드 록 밴드 에어로스미스가 공연한 록 발라드다. 이 곡은 밴드가 이 영화를 위해 연주한 네 곡 중 하나이며, 나머지 세 곡은 〈What Kind of Love Are You On〉, 〈Come Together〉, 〈Sweet Emotion〉이다.
다이앤 워런이 작곡한 이 곡은 미국 빌보드 핫 100에서 1위로 데뷔했으며, 첫 번째이자 유일한 1위 싱글을 선사했다. 이 곡은 1998년 9월 5일부터 9월 26일까지 4주 동안 1위를 지켰고, 호주, 아일랜드, 노르웨이를 포함한 몇몇 다른 나라에서도 몇 주 동안 1위를 지켰다. 이 곡은 영국에서 백만 장 이상 팔렸고 영국 싱글 차트에서는 4위에 올랐다.

## 영감
1997년에 다이앤 워런은 바버라 월터스가 제임스 브롤린과 바브라 스트라이샌드를 인터뷰하는 것을 보고 있었다. 브롤린은 그들이 잠들었을 때 스트라이샌드가 그립다고 말했고 워런은 노래가 나오기도 전에 "아무것도 놓치고 싶지 않아"라는 말을 적었다.

## 영향 및 유산
이 노래는 에어로스미스의 가장 큰 히트곡으로 지난 9월 4주 동안 머물렀던 미국 빌보드 핫 100에서 1위로 데뷔했고 호주, 독일, 그리스, 아일랜드, 오스트리아, 노르웨이, 이탈리아, 네덜란드, 스위스 등 전 세계 1위에 올랐다. 그것은 에어로스미스를 새로운 세대에 소개하는데 도움을 주었고 느린 춤의 주요 부분으로 남아있다.
2015년 복서 타이슨 퓨리는 독일 뒤셀도르프에서 헤비급 챔피언 블라디미르 클리치코를 꺾고 〈I Don't Want to Miss a Thing〉을 불렀다. 퓨리는 2019년 미국 라스베이거스의 MGM 그랜드 아레나에서 톰 슈워츠를 꺾은 뒤 다시 노래를 불렀다.

## 곡 목록
| 미국 CD 및 카세트 싱글 1. "I Don't Want to Miss a Thing" – 4:58 2. "Animal Crackers" – 2:36 3. "Taste of India" (rock remix) – 5:52 영국 CD 1 1. "I Don't Want to Miss a Thing" – 4:58 2. "Taste of India" (rock remix) – 5:52 3. "Animal Crackers" – 2:36 영국 CD 2 1. "I Don't Want to Miss a Thing" – 4:58 2. "Pink" (live) – 3:45 3. "Crash" – 4:26 | 영국 7인치 사진 디스크 및 유럽 CD 싱글 1. "I Don't Want to Miss a Thing" – 4:58 2. "Taste of India" (rock remix) – 5:52 유럽 맥시 CD 싱글 1. "I Don't Want to Miss a Thing" – 4:58 2. "Taste of India" (rock remix) – 5:52 3. "Crash" – 4:25 4. "Animal Crackers" – 2:36 호주 및 일본의 CD 싱글 1. "I Don't Want to Miss a Thing" – 4:58 2. "I Don't Want to Miss a Thing" (rock mix) – 4:58 3. "Taste of India" (rock remix) – 5:52 4. "Animal Crackers" – 2:36 |

## 인증
| 국가                                                                                         | 인증        | 판매량/출하량 |
| -------------------------------------------------------------------------------------------- | ----------- | ------------- |
| 오스트레일리아 (ARIA)                                                                        | 2× 플래티넘 | 140,000^      |
| 오스트리아 (IFPI 오스트리아)                                                                 | 골드        | 25,000*       |
| 벨기에 (BEA)                                                                                 | 플래티넘    | 50,000*       |
| 덴마크 (IFPI Danmark)                                                                        | 플래티넘    | 90,000        |
| 프랑스 (SNEP)                                                                                | 골드        | 250,000*      |
| 독일 (BVMI)                                                                                  | 플래티넘    | 500,000^      |
| 이탈리아 (FIMI)                                                                              | 플래티넘    | 50,000        |
| 일본 (RIAJ) digital 2006 release                                                             | 골드        | 100,000*      |
| 일본 (RIAJ) physical                                                                         | 플래티넘    | 100,000^      |
| 네덜란드 (NVPI)                                                                              | 골드        | 50,000^       |
| 노르웨이 (IFPI 노르웨이)                                                                     | 플래티넘    |               |
| 스웨덴 (GLF)                                                                                 | 2× 플래티넘 | 60,000^       |
| 스위스 (IFPI 스위스)                                                                         | 플래티넘    | 50,000^       |
| 영국 (BPI)                                                                                   | 3× 플래티넘 | 1,800,000     |
| 미국 (RIAA)                                                                                  | 5× 플래티넘 | 5,000,000     |
| 미국 (RIAA) Physical                                                                         | 골드        | 500,000^      |
| *판매량을 기반으로 한 인증 · ^출하량을 기반으로 한 인증 · 판매량+스트리밍을 기반으로 한 인증 |             |               |